# 面前厝
面前厝，是臺灣彰化縣竹塘鄉的一個傳統地域名稱，位於該鄉北部。相較於今日行政區，其範圍大致包括民靖村、小西村。

## 歷史
台灣清治末期至日治初期，面前厝地區為一街庄，稱為「面前厝庄」，隸屬於深耕堡。該庄西邊北段與北邊西段與犁頭厝庄為鄰，北邊東段與丈八斗庄為鄰，東與𥕟磘庄、五庄仔庄為鄰，南邊為內蘆竹塘庄、鹿藔庄，西邊南段為外蘆竹塘庄。。
1901年（日治明治三十四年）11月，全台廢縣廳改設二十廳，該庄隸屬於彰化廳。1903年（明治三十六年）6月，該庄編入「內蘆竹塘區」，隸屬於彰化廳。1909年（明治四十二年）10月，合併二十廳為十二廳，內蘆竹塘區改隸屬於臺中廳。1920年（大正九年），廢廳、支廳、區、街庄（舊制）改設州、郡、街庄（新制）、大字，該庄改制為「面前厝」大字，隸屬於臺中州北斗郡竹塘庄。
戰後竹塘庄改制為竹塘鄉，隸屬於臺中縣，大字亦改制為村。1950年10月，中、彰、投分治，竹塘鄉改隸屬彰化縣。

## 聚落
本地區發展較早的聚落為牛稠仔、面前厝、白廟仔、洲仔等，在日治期初期的官方地圖上已有記載。此外，本地區尚有埔尾、港仔溝等聚落。

## 交通
鄉道彰127線（竹五路）是頂後厝至新莊的道路，大致以北北東—南南西走向與鄉道彰178線共線經過面前厝地區東部凸出部分的最東端一小部分。由該道路向北北東經鄉道彰178線西側路口後獨行可前往𥕟磘、丈八斗東部的橋子頭聚落、大排沙、萬合、舊趙甲西部的頂後厝聚落並止於縣道143號路口，向南南西繞彎道轉東南微南經五庄子的鄉道彰178線東側路口後轉南南西獨行可前往樹子腳西北端、樹子腳與竹塘交界地帶、竹塘東南部、竹塘與番子寮交界地帶、番子寮與下溪墘交界地帶並止於新庄聚落的田頭堤防道路路口。
鄉道彰171線（竹林路二段、源成大排南岸道路）是十戶子（七戶子）至九塊厝的道路，大致以西北—東南走向由本地區西北部邊界入境後，過源成大排民靖橋後轉西南沿大排南岸蜿蜒出境。由該道路向西北轉北北西再轉北北東可前往犁頭厝東北部、後厝與丈八斗交界地帶並止於縣道150號路口，向西南轉南可經犁頭厝東南部前往外蘆竹塘、鹿寮與九塊厝交界地帶、九塊厝並止於縣道152號路口。
鄉道彰175線（竹西路、新生路）是牛稠子至下溪墘的道路，其北側端點位於本地區中部偏西北的舊縣道143甲線（竹林路二段）路口。由此向南轉西再轉南再轉南南西蜿蜒而行，於洲仔聚落東側先後經鄉道彰178線起點路口、鄉道彰178-1線起點路口後轉西南再轉西再轉西南出聚落，順路轉南南東再轉南微西直行，至源成排水前繞彎道轉東南東再轉東南沿排水北岸而行，至路口轉西南過橋後轉東南沿排水南岸而行，其後轉南因排水轉向而遠離排水獨行，於本地區南部西側凸出部分出境後，可前往鹿寮、下溪墘地區中部偏西南地帶並止於下溪墘堤防道路路口。
鄉道彰178線（文昌路、竹五路）是洲子至大灣的道路，其西側端點位於本地區中部偏西南的洲子聚落東側鄉道彰175線路口。由此向東南東轉東蜿蜒而行，經埔尾聚落後轉東北東，經面前厝聚落後續直行，於本地區東部凸出部分的東北側邊界地帶鄉道到達彰127線路口，轉南南西與其共線一小段旋即出境後，轉東南微南經五庄子的鄉道路口後轉東獨行可前往庄尾聚落、五庄子與樹子腳交界處並止於縣道152號路口（該處位於大灣聚落東北郊）。
鄉道彰178-1線（竹西路）是洲子至戴厝庄的道路，其西北側端點位於洲子聚落東側偏南的鄉道彰175線路口。由此向東南轉南南東再轉東南蜿蜒而行，經白廟子聚落後於其南側轉東再轉南出境後，轉東可前往竹塘地區的戴厝聚落並止於舊縣道143甲線（竹林路一段）路口。

## 學校
- 民靖國小